# Benz Steffalter
 Benz Steffalter oder Stupphil war 1420 Bürgermeister der Reichsstadt Heilbronn. 

## Familiengeschichte
Das Heilbronner Geschlecht der Stupphil bzw. Steffalter wird erstmals 1287 in der Person des Heinrich Stupphil belegt.
Stupphil war im Heilbronner Patriziat von großer Bedeutung, weil er dort zu den drei seniores gehörte. Die Stupphil dürften mit der Familie Steffalter identisch sein, die später in der Person des Bürgermeisters Benz Steffalter in Erscheinung trat.